# Azerbaijan-Airlines-Flug 217
Auf dem Azerbaijan-Airlines-Flug 217 (Flugnummer IATA: J2217, ICAO: AHY217) verunglückte am 23. Dezember 2005 nach einem Instrumentenausfall eine Antonow An-140-100 der staatlichen Fluggesellschaft Azerbaijan Airlines im Flug. Dabei wurden alle 23 Personen an Bord der Maschine getötet. Der Unfall wurde durch das Versagen gefälschter Flugzeugteile verursacht.

## Flugzeug
Bei der betroffenen Maschine handelte es sich um eine Antonow An-140-100 aus ukrainischer Produktion. Die An-140 war der erste postsowjetische Flugzeugtyp von Antonow; seine Entwicklung hatte 1993 begonnen, und das Modell wurde ab 2002 bei verschiedenen Fluggesellschaften in Dienst gestellt. Es war als Nachfolge der beliebten, jedoch alternden Antonow An-24 vorgesehen.
Die Maschine wurde im Jahr 2004 endmontiert und trug die Werksnummer 36525307036. Am 2. November ging sie mit dem Luftfahrzeugkennzeichen 4K-AZ48 und mit dem Taufnamen Yevlakh bei der Azerbaijan Airlines in Betrieb. Es handelte sich um die erste Maschine dieses Typs, die an die Fluggesellschaft ausgeliefert wurde sowie die neunte in der Ukraine hergestellte An-140 aus laufender Produktion. Das zweimotorige Kurzstrecken-Passagierflugzeug war mit zwei Turboproptriebwerken vom Typ Klimow TW3-117 VMA-SBM1 ausgestattet.

## Passagiere und Besatzung
Den spätabendlichen Flug von der aserbaidschanischen Hauptstadt Baku zu der Küstenstadt Aqtau im Westen von Kasachstan hatten 18 Passagiere angetreten. Es befand sich eine fünfköpfige Besatzung an Bord der Antonow An-140.

## Wetter
Am Flughafen Baku herrschten an diesem Tag um 22:30 Uhr Ortszeit Temperaturen von +8 °C bei leichtem Regen. Die Sichtweite bei mondloser Nacht betrug 3000 Meter, der Wind wehte aus 300° mit einer Geschwindigkeit von einem Meter pro Sekunde bei 600 Metern Höhe der Wolkendecke.

## Unfallhergang
Bei der Flugvorbereitung und dem Rollen zum Start war die Cockpitbesatzung von den Empfehlungen des Flughandbuches der Antonow An-140 sowie den vorgeschriebenen Prozeduren der Azerbaijan Airlines abgewichen. Dadurch entfielen einzelne Arbeitsschritte, und es ergab sich eine Schrittfolge, die nicht den Betriebsvorschriften entsprach. Die meisten dieser Betriebsänderungen waren technischer Natur und hatten keine Auswirkungen auf den späteren Unfall. Die Maschine startete bei schwierigen Wetterbedingungen gegen 22:40 Uhr vom Flughafen Baku. Keine fünf Minuten nach dem Start meldete der Kapitän ein Problem mit der Maschine. Nacheinander waren alle künstlichen Horizonte ausgefallen. Aufgrund der technischen Störung hatten die Piloten Schwierigkeiten, der Flugsicherung die Position der Maschine mitzuteilen. Die Piloten kehrten wieder nach Baku um, um eine Notlandung auf dem dortigen Flughafen vorzunehmen. Aufgrund räumlicher Desorientierung durch die nachts fehlenden visuellen Referenzpunkte verloren sie die Kontrolle über die Maschine. Die An-140 stürzte vor der Küste von Nardaran ins Kaspische Meer. Dabei kamen alle 23 Personen an Bord ums Leben.

## Unfalluntersuchung
Das Zwischenstaatliche Luftfahrtkomitee übernahm die Untersuchung des Zwischenfalls. Es konnte festgestellt werden, dass alle drei künstlichen Horizonte, die unabhängig voneinander liefen, 42 Sekunden nach dem Start blockierten. Diese Erkenntnis ergab sich aus der Auswertung des Flugdatenschreibers. Aus den Daten ging hervor, dass die Roll- und Nickwinkel der Maschine sich auf den Anzeigen den gesamten Flug über nicht verändert und nahe Null gelegen hatten, was nicht dem tatsächlichen Flugverlauf entsprach. In der mondlosen Nacht bei schwierigem Wetter konnten die Piloten den Roll- und Nickwinkel der Maschine nach dem Systemausfall kaum korrekt einschätzen. 
Drei Minuten nachdem die Besatzung die Notsituation gemeldet hatte, war die Maschine in ein rechtsabwärtiges Flachtrudeln gekommen und ging aus einer Höhe von 2000 Metern mit einer Vertikalgeschwindigkeit von 100 Metern pro Sekunde und einer angezeigten Geschwindigkeit von 600 km/h zu Boden. Der Rollwinkel erhöhte sich dabei von 34 Grad auf 60 Grad. Nachdem die Maschine dreieinhalb Umdrehungen geflogen war, schlug sie auf der Wasseroberfläche des Kaspischen Meeres, nahe der Nordküste der Abşeron-Halbinsel auf. Ein Teil der Trümmer stürzte ins Meer, andere waren auf einem Abschnitt von zwei Kilometern am Strand und in der Brandung verstreut.
Der Ausfall der Gyroskope wurde durch eine Fehlfunktion des Verriegelungsmechanismus dieser Komponenten verursacht. Der Defekt wurde auf den Einbau gefälschter Flugzeugteile ab Werk zurückgeführt. Es konnte eine Fälschung von Zertifikaten an Komponenten der verunglückten Maschine festgestellt werden. Bei der Untersuchung der anderen Maschinen der Fluggesellschaft wurden auch in der An-140-100 mit dem Luftfahrzeugkennzeichen 4K-AZ49 der Azerbaijan Airlines gefälschte Komponenten entdeckt.

## Folgen
Die Untersuchungskommission empfahl, ein staatliches System zu schaffen, das die Verwendung gefälschter Einheiten und Produkte in Flugzeugen sowie die Fälschung von Zertifikaten ausschließt. Auch bei Maschinen des Typs Iljuschin Il-76 waren 2001 und 2004 schon Bauteile entdeckt worden, die nicht den Standards entsprachen. Damals seien bereits Maßnahmen zum Ausschluss derartiger Bauteile empfohlen und eingeführt worden – diese Maßnahmen seien offenbar unzureichend gewesen.
Aufgrund des Zwischenfalls nahm Azerbaijan Airlines ihre verbliebene Antonow An-140 außer Betrieb und stornierte die laufenden Bestellungen über weitere Maschinen dieses Typs. Damit wurde die Auslieferung von zwei weiteren An-140, die als 4K-AZ50 und 4K-AZ51 in Betrieb gehen sollten, gestoppt.
Die Schwestermaschine An-140-100 mit dem Luftfahrzeugkennzeichen 4K-AZ49 und dem Taufnamen Lankaran, in der ebenfalls gefälschte Komponenten entdeckt wurden, wurde umgehend außer Dienst gestellt und in Baku eingelagert. Am 3. Dezember 2008 wurde die Maschine zum Hersteller zurück überführt, nachdem die gefälschten Komponenten ausgetauscht waren. Im Dezember 2009 wurde die Maschine an die ukrainische UkrTrans Leasing verkauft.
Die zur Auslieferung an Azerbaijan Airlines vorgesehene Maschine 4K-AZ50 Zaqatala wurde beim Hersteller in Charkiw eingelagert. Es konnte zunächst kein Kunde gefunden werden, die Maschine wurde schließlich im Dezember 2009 gemeinsam mit der 4K-AZ49 an die UkrTrans Leasing verkauft. Es wurde gemutmaßt, dass die UkrTrans Leasing die beiden Flugzeuge an die Yakutia Airlines verkauft hat, welche ebenfalls Maschinen dieses Typs betrieb. Über den weiteren Verbleib der zwei Exemplare ist nichts bekannt.
Für den ukrainischen Hersteller bedeutete der Absturz von Azerbaijan-Airlines-Flug 217 das Ende der Produktion. Die Maschine 4K-AZ50 war die letzte, die in der Ukraine endmontiert wurde. Bei Aviakor im russischen Samara wurden zusätzlich zu der 2005 erstmals gebauten An-140 in den Jahren 2007 und 2009 noch zwei weitere Exemplare endmontiert, wobei alle Maschinen an die Yakutia Airlines als einzigen russischen Kunden gingen, welcher seine letzte An-140 im Jahr 2015 stilllegte. Bei der Iran Aircraft Manufacturing Industrial Company (HESA-IRan) in Isfahan wurde die Montage des Modells bis ins Jahr 2011 fortgesetzt. Nach dem Absturz auf Sepahan-Airlines-Flug 5915 im Jahr 2014 wurde im Iran der Betrieb der An-140 untersagt.
Im März 2020 waren die iranische Polizei und die ukrainische Motor Sich Airlines die einzigen Betreiber, die noch jeweils ein Exemplar der Antonow An-140 im Einsatz haben. Mit nur 35 an allen drei Produktionsstandorten gefertigten Maschinen wurde die Antonow An-140 zu einem kommerziellen Misserfolg.